# Nil Burak
Pour les articles homonymes, voir Burak.
Nil Burak (1948, Lefka) est une chanteuse chypriote turque.

## Discographie
- Nil Burak (1977) (Atlas-1977)
- Benim Adım Şarkıcı (Yavuz-1979)
- İki Elim Yakanda, Boş Vere Boş Vere (Kervan-1980)
- Bizim Diyar (Kervan-1981)
- Benim Sevdam (Yaşar-1984)
- Zurna Kazım (Göksoy-1988)
- Oldu Olacak (Bayar-24 Kasım 1989)
- İşte Banko (Raks-1992)
- Nil Burak'95 Akdeniz Rüzgarı (Göksoy-1995)
- En İyileriyle Nil Burak (1975-1985) (Ossi-2008)
- Bir Numaramsın (Ossi-2008)

## Nil Burak au cinéma
- Gülşah (Gülşah Film-1975)
- Doğru Yoldan Ayrılanlar (Barış Film-1976)
- Eksik Etek (Film-iş-1976)
- Çalıkuşu (TRT-1986)
- Kaldırım Çiçeği (Ulusal TV & Erler Film-1996)

## Clips Vidéos
- Birisine Birisine
- Boş Vere Boş Vere
- Bizim Diyar
- Bir Kadın
- Sen de Başını Alıp Gitme
- Güneş Bir Kere Doğdu